# Sione Ngongo Kioa
Sione Ngongo Kioa (n. 14 de abril de 1959) es un economista y diplomático tongano.

## Biografía

### Formación
Asistió a Tailulu College, y estudió matemática y economía en la Universidad del Pacífico Sur en Suva, Fiyi. Posteriormente obtuvo un Doctorado en Filosofía por la Universidad Nacional de Australia en Canberra, Australia.

## Trayectoria
Entre 1992 y 1996 Ngongo se desempeñó como Subdirector de Planificación Central, y entre 1996 y 1999 sirvió como Subdirector Ejecutivo del Fondo Monetario Internacional en Washington D. C.. Tras regresar a Tonga en 2001, fue nombrado Director de Políticas Fiscales y Económicas del Ministerio de Finanzas y Planificación Nacional. En 2002 fue Gerente de Proyecto, Operación de Reconstrucción y Rehabilitación tras el paso del Ciclón Waka.
De 2002 a 2005, fue director general de las tiendas libres de impuestos de Leiola y presidente de la Cámara de Comercio e Industrias de Tonga con sede en Nukualofa. El 21 de noviembre de 2005 el Ministerio de Asuntos Exteriores confirmó su nombramiento como Alto Comisionado de Tonga en el Reino Unido, en sustitución de Viela Tupou. En el cargo, que desempeñó hasta 2012, estuvo acreditado como embajador extraordinario y plenipotenciario ante Rusia, Alemania, los Países Bajos, Dinamarca, Italia, Luxemburgo, Suiza, Bélgica, y la Unión Europea.
El 21 de agosto de 2013 tomó el cargo de gobernador del Banco Nacional de la Reserva de Tonga, después de que Siosi Cocker Mafi completara su mandato de 10 años. Renunció al puesto en octubre de 2022, siendo sucedido por Tatafu Moeaki, ex ministro de finanzas y planificación nacional.

## Distinciones honoríficas
- Gran Cruz de la Orden de la Reina Sālote Tupou III (31/7/2008).[11]